# Championnat d'Union soviétique de football 1979
Navigation
Saison 1978 Saison 1980
La saison 1979 de Vyschaïa Liga est la 42e édition du Championnat d'URSS de football.
Lors de cette saison, le Dinamo Tbilissi va tenter de conserver son titre de champion d'URSS face aux 17 meilleurs clubs soviétiques lors d'une série de matchs aller-retour se déroulant sur toute l'année. 
Quatre places sont qualificatives pour les compétitions européennes, la cinquième place étant celle du vainqueur de la Coupe d'URSS 1979.

## Qualifications en Coupe d'Europe
À l'issue de la saison, le champion participera à la Coupe des clubs champions 1980-1981.
Le vainqueur de la Coupe d'URSS 1979 participera à la Coupe des coupes 1980-1981, si ce club est le champion, alors le finaliste de la coupe le remplacera.
Les trois places pour la Coupe UEFA 1980-1981 sont attribuées aux deuxième, troisième et quatrième du championnat si ceux-ci ne sont pas les vainqueurs de la coupe, si c'est effectivement le cas la place reviendra au cinquième.

## Clubs participants

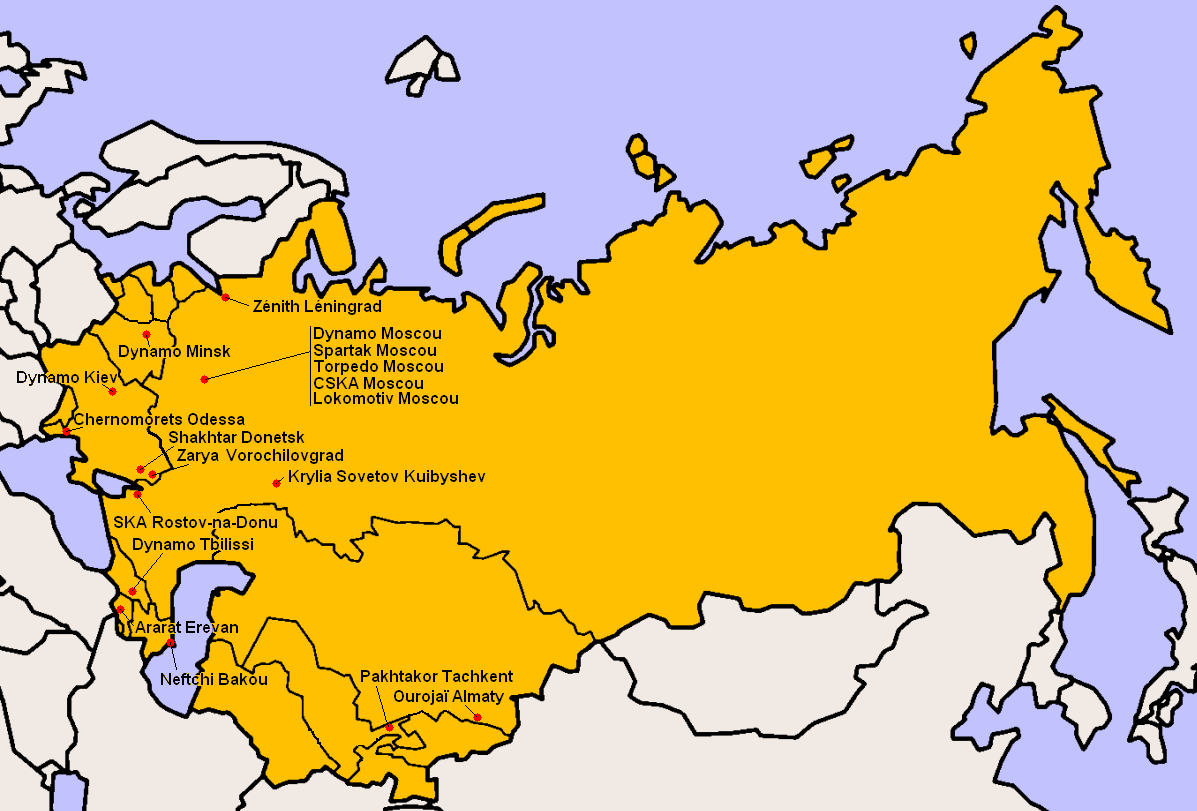
Localisation des clubs engagés dans le championnat.

- Premier tour de la Coupe des clubs champions 1979-1980
- Premier tour de la Coupe des coupes 1979-1980
- Premier tour de la Coupe UEFA 1979-1980
- Promu de deuxième division

| Club                      | Présent depuis | Classement 1978 | Entraîneur                | Stade                 | Capacité |
| ------------------------- | -------------- | --------------- | ------------------------- | --------------------- | -------- |
| Dinamo Tbilissi           | 1936           | 1er             | Nodar Akhalkatsi          | Stade Lénine-Dinamo   | 55 000   |
| Dynamo Kiev               | 1936           | 2e              | Valeri Lobanovski         | Stade Dynamo          | 18 000   |
| Chakhtior Donetsk         | 1973           | 3e              | Viktor Nosov (en)         | Stade Chakhtior       | 31 800   |
| Dinamo Moscou             | 1936           | 4e              | Viktor Tsarev             | Stade Dinamo          | 36 540   |
| Spartak Moscou            | 1978           | 5e              | Konstantin Beskov         | Stade central Lénine  | 84 745   |
| CSKA Moscou               | 1954           | 6e              | Sergueï Chapochnikov (en) | Stade central Lénine  | 84 745   |
| Tchernomorets Odessa      | 1974           | 7e              | Anatoli Zoubritski (ru)   | Stade central         | 30 800   |
| Torpedo Moscou            | 1938           | 8e              | Vladimir Salkov (en)      | Stade Torpedo         | 16 000   |
| Zaria Vorochilovgrad      | 1967           | 9e              | Iouri Zakharov (ru)       | Stade Avangard        | 31 243   |
| Zénith Léningrad          | 1938           | 10e             | Iouri Morozov             | Stade Kirov           | 72 000   |
| Pakhtakor Tachkent        | 1978           | 11e             | Oleh Bazylevych (en)      | Stade Pakhtakor       | 60 000   |
| Kaïrat Almaty             | 1977           | 12e             | Igor Voltchok             | Stade central         | 26 300   |
| Neftchi Bakou             | 1977           | 13e             | Ahmad Alaskarov (en)      | Stade Vladimir Lénine | 30 000   |
| Ararat Erevan             | 1966           | 14e             | Iosif Betsa               | Stade Hrazdan         | 69 000   |
| Lokomotiv Moscou          | 1975           | 15e             | Viktor Marienko           | Stade Lokomotiv       | 28 800   |
| Krylia Sovetov Kouïbychev | 1979           | 1er (D2)        | Viktor Kirch (ru)         | Stade Metallourg      | 33 220   |
| SKA Rostov                | 1979           | 2e (D2)         | Nikolaï Samarine (ru)     | Stade central (en)    | 27 300   |
| Dinamo Minsk              | 1979           | 3e (D2)         | Eduard Malofeev           | Stade Dinamo          | 41 100   |

1. ↑  Stade en usage cette année-là en raison de la rénovation du Stade central de Kiev.

### Changements d'entraîneurs
| Club          | Entraîneur partant | Date de départ | Entraîneur arrivant  | Date d'arrivée |
| ------------- | ------------------ | -------------- | -------------------- | -------------- |
| Dinamo Moscou | Ivan Mozer         | 9 mai 1979     | Viktor Tsarev        | 10 mai 1979    |
| Neftchi Bakou | Igor Netto         | juin 1979      | Ahmad Alaskarov (en) | juin 1979      |
| Dinamo Moscou | Viktor Tsarev      | 22 août 1979   | Ivan Mozer           | 23 août 1979   |

## Compétition

### Classement
En application de la Loi des 8 nuls, le SKA Rostov se voit retirer six points pour avoir effectué 14 nuls dans la saison. Le Ararat Erevan se voit retirer cinq points pour avoir effectué 13 nuls dans la saison. Le Dinamo Tbilissi et le Lokomotiv Moscou se voient retirer quatre points pour les 12 nuls effectués dans la saison. Le Chernomorets Odessa et le Zarya Vorochilovgrad se voient retirer trois points pour les 11 nuls effectués dans la saison. Le Spartak Moscou se voit retirer deux points pour avoir effectué 10 nuls dans la saison. Enfin, le Torpedo Moscou, le Dynamo Moscou, le Pakhtakor Tachkent, le Zénith Léningrad et leKaïrat Almaty se voient retirer un point pour les 9 nuls effectués dans la saison.